# The Crackers
The Crackers – siedmioosobowy zespół z Wrocławia grający funky, soul i R&B.

## Historia
W 1997 roku kilku zafascynowanych "czarną muzyka" przyjaciół zaczęło grać próby w osadzie Orle. Po pierwszym koncercie na Festiwalu Izerskim postanowili założyć zespół nazywający się na początku Promyczki, potem Promilki, aż w końcu The Crackers Band. Zespół ukierunkował się głównie na muzykę funk i jej podobną.
Pojawili się m.in. w reality show Bar i Uwaga Hotel. Zagrali na festiwalach jazzowych, jak Koblenz czy Gladbeck (Niemcy) oraz przed pięćdziesięciotysięczną publicznością na Rynku we Lwowie wspierając pomarańczową rewolucję. Zespół jest również organizatorem corocznego festiwalu Groove Power w Srebrnej Górze.
W 2005 roku zespół skrócił nazwę do The Crackers i podpisał kontrakt z wytwórnią EMI Music Poland. Rok później wydali pierwszą płytę Funky State of Mind
W roku 2006 z zespołu odeszła wokalistka Bogna Jurewicz oraz puzonista Radosław Bąk, a nową wokalistką zespołu została Joanna Kwaśnik, współpracująca z innym projektem muzyków – Funkofelkami. Po tej zmianie zespół zaczął eksperymentować również z muzyką soul i R&B.

## Aktualny skład zespołu
- Joanna Kwaśnik – wokal
- Andrzej Szeremet (Szary) – gitara
- Zbigniew Nowak (Zbylu) – gitara
- Sebastian Ragiel (Bastek) – gitara basowa
- Bartosz Niebielecki (Mr. Shuffle) – perkusja
- Krzysztof Borowicz (Boro) – instrumenty klawiszowe
- Daniel Kraus (danek) – saksofon

## Dyskografia

### Albumy
- Funky State of Mind (2006)
- 4U (2015)

### Single
- Trochę Funky (2006)

### Składanki
- Chillout in Black (2007) – składanka Strefy Radia RAM